# Chiesa della Sacra Famiglia (Locarno)
La chiesa della Sacra Famiglia è un edificio religioso che si trova a Locarno.